# Nazionale maschile di calcio a 5 del Belgio
La nazionale di calcio a 5 del Belgio è, in senso generale, una qualsiasi delle selezioni nazionali di Calcio a 5 della Union Royale Belge des Societes de Football Association che rappresentano il Belgio nelle varie competizioni ufficiali o amichevoli riservate a squadre nazionali.
Questa squadra nazionale è stata tra le prime a prendere parte alle manifestazioni della FIFA per la promozione del football five: a partire da Budapest, nel novembre del 1986, la nazionale belga ha partecipato a tutte e tre le edizioni del FIFA Futsal Tournament giocati tra il 1986 ed il 1987, giungendo una volta seconda e due volte quarta.
Pur avendo un campionato regolare dalla fine degli anni 1960, improntato sulle regole della FIFUSA, il Belgio non ha preso parte a nessuno dei primi tre campionati mondiali, la sua avventura internazionale è cominciata con l'avvento appunto dei Futsal Tournament ed è proseguita ai FIFA Futsal World Championship a partire dal 1989 dove dopo un brillante cammino, è stata sconfitta solamente in semifinale dal Brasile ai calci di rigore, giungendo poi quarta. Questo rimane il miglior piazzamento del Belgio ai mondiali: tre anni più tardi i diavoli rossi rimangono esclusi dalle semifinali a favore di Iran e Spagna; in Spagna nel 1996 giungono al secondo turno ma di nuovo non raggiungono la semifinale giungendo ultimi nel girone. Nello stesso anno la UEFA indice il primo campionato europeo in Spagna, dove il Belgio giunge terzo battendo nella finalina l'Italia.
Di qui in avanti il Belgio non otterrà più grandi risultati a livello internazionale: qualificatosi per l'europeo 1999, giunge ultimo nel suo girone di primo turno, l'anno dopo manca la qualificazione ai mondiali e rimane fuori anche dall'europeo 2001. Due anni più tardi si qualifica per l'europeo di Caserta ma giunge ultimo nel girone di primo turno rimediando solo un pareggio con la Spagna. Nel 2004 non si qualifica per i mondiali di Taiwan e l'anno successivo manca la fase finale dell'Europeo. Nei primi mesi del 2007 ha fallito anche la qualificazione al sesto campionato europeo che si terrà in Portogallo in novembre.

## Palmarès

### Campionati mondiali
- La squadra nazionale belga ha partecipato a tre campionati del mondo, nel 1989 al suo esordio ha ottenuto la sua miglior prestazione giungendo quarta sconfitta in semifinale dal Brasile[1]..

### Campionati europei
- La squadra nazionale belga ha partecipato a tre fasi finali del campionato europeo: alla sua prima partecipazione nel 1996 ha ottenuto il terzo posto battendo nella finalina l'Italia, nelle altre due occasioni è uscita al primo turno.

## Statistiche nelle competizioni internazionali

### Campionato mondiale
| Anno   | Luogo         | Piazzamento     | G  | V  | N | P | GF | GS |
| ------ | ------------- | --------------- | -- | -- | - | - | -- | -- |
| 1989   | Paesi Bassi   | 4º posto        | 8  | 5  | 2 | 1 | 22 | 11 |
| 1992   | Hong Kong     | Secondo turno   | 6  | 3  | 0 | 3 | 17 | 18 |
| 1996   | Spagna        | Secondo turno   | 6  | 2  | 0 | 4 | 17 | 22 |
| 2000   | Guatemala     | Non qualificata | -  | -  | - | - | -  | -  |
| 2004   | Taipei cinese | Non qualificata | -  | -  | - | - | -  | -  |
| 2008   | Brasile       | Non qualificata | -  | -  | - | - | -  | -  |
| 2012   | Thailandia    | Non qualificata | -  | -  | - | - | -  | -  |
| 2016   | Colombia      | Non qualificata | -  | -  | - | - | -  | -  |
| 2021   | Lituania      | Non qualificata | -  | -  | - | - | -  | -  |
| Totale | 3/9           |                 | 20 | 10 | 2 | 8 | 56 | 51 |

### Campionato europeo
| Anno   | Luogo       | Piazzamento     | Pd | V | N | P | GF | GS |
| ------ | ----------- | --------------- | -- | - | - | - | -- | -- |
| 1996   | Spagna      | 3º posto        | 4  | 2 | 0 | 2 | 8  | 10 |
| 1999   | Spagna      | Primo turno     | 3  | 0 | 1 | 2 | 1  | 7  |
| 2001   | Russia      | Non qualificata | -  | - | - | - | -  | -  |
| 2003   | Italia      | Primo turno     | 3  | 0 | 1 | 2 | 5  | 11 |
| 2005   | Rep. Ceca   | Non qualificata | -  | - | - | - | -  | -  |
| 2007   | Portogallo  | Non qualificata | -  | - | - | - | -  | -  |
| 2010   | Ungheria    | Primo turno     | 2  | 0 | 0 | 2 | 2  | 8  |
| 2012   | Croazia     | Non qualificata | -  | - | - | - | -  | -  |
| 2014   | Belgio      | Primo turno     | 2  | 0 | 1 | 1 | 1  | 6  |
| 2016   | Serbia      | Non qualificata | -  | - | - | - | -  | -  |
| 2018   | Slovenia    | Non qualificata | -  | - | - | - | -  | -  |
| 2022   | Paesi Bassi |                 | -  | - | - | - | -  | -  |
| Totale | 5/11        |                 | 14 | 2 | 3 | 9 | 17 | 42 |